# كيجيجي إيشي
كيجيجي إيشي (باليابانية: 石井 快征) (مواليد 2 أبريل 2000) هو لاعب كرة قدم ياباني.

## وصلات خارجية
- كيجيجي إيشي على موقع رابطة كرة القدم اليابانية للمحترفين (اليابانية)
- كيجيجي إيشي على موقع إي إس بي إن إف سي (الإنجليزية)
- كيجيجي إيشي على موقع قاعدة بيانات كرة القدم.إي يو (الإنجليزية)
- كيجيجي إيشي على موقع Soccerbase.com (لاعب) (الإنجليزية)
- كيجيجي إيشي على موقع Soccerway.com (الإنجليزية)
- كيجيجي إيشي على موقع عالم كرة القدم.نت (الإنجليزية)